# Arthur Brough
Arthur Brough, geboren als Frederick Arthur Baker, (Petersfield, 26 februari 1905 - Folkestone, 28 mei 1978) was een Brits acteur.
Hij is vooral beroemd geworden door zijn rol als Mr. Ernest Grainger in de legendarische comedy-serie Are You Being Served? (in Nederland ook bekend onder de naam Wordt u al geholpen?). In de eerste vijf seizoenen (1972-1977) zou hij deze rol blijven vertolken.
Brough was meer dan 50 jaar een theateracteur, maar werd bij het grote publiek vooral bekend door zijn televisie-werk. In 1956 was hij voor het eerst te zien op de televisie, met zijn rol als huisbaas in The Green Man. Ook was hij te zien in The Night We Dropped A Clanger (1959), The Challenge (1960), Dead Man's Chest (1965), Royal Flash (1975) en de filmversie van Are You Being Served (1977). Ook speelde hij rollen in de kortlopende televisie-series Death Of A Ghost (1960) en Champion House (1967-1968).
Verder had Brough onder meer gastrollen in Dad's Army (als Mr. Boyle), Z Cars, The Persuaders, Randall and Hopkirk (Deceased) en Doctor At Large.
Vanaf 1969 ging het steeds slechter met zijn vrouw, Elizabeth Addyman (samen hadden ze een dochter). Ze waren al sinds 1929 getrouwd en toen Elizabeth in maart 1978 na een huwelijk van bijna 50 jaar overleed, besloot Brough te stoppen met acteren. Hij overleefde zijn vrouw twee maanden.

## Filmografie
- Are You Being Served? televisieserie - Mr. Ernest Grainger (34 afl., 1972-1977)
- Are You Being Served? (1977) - Mr. Ernest Grainger
- London Conspiracy (1976) - Moorehead
- Royal Flash (1975) - King Ludwig of Bavaria
- Bless This House televisieserie - Mr. Sayers (Afl., Money Is the Root Of..., 1974)
- Upstairs, Downstairs televisieserie - Stallinbrass (Afl., A House Divided, 1973)
- Doctor in Charge televisieserie - Medical Officer of Health (Afl., The Long, Long Night, 1972)
- Jason King televisieserie - Jenkins (Afl., The Constance Missal, 1972)
- Doomwatch televisieserie - Sandy Larch (Afl., Invasion, 1971)
- The Persuaders! televisieserie - Moorehead (Afl., Greensleeves, 1971)
- Doctor at Large televisieserie - Mr. Begley (Afl., The Viva, 1971)
- Dad's Army televisieserie - Mr. Boyle (Afl., A. Wilson (Manager)?, 1970)
- The Adventures of Don Quick televisieserie - Odin (Afl., The Quick and the Dead, 1970)
- Fraud Squad televisieserie - Peter Taylor (Afl., Robbing Peter...to Pay Paul, 1970)
- Randall and Hopkirk (Deceased) televisieserie - Snowy (Afl., That's How Murder Snowballs, 1969)
- Sanctuary televisieserie - Magistrate (Afl., To Err Is Human, 1968)
- Public Eye televisieserie - Rowan (Afl., Have Mud, Will Throw, 1968)
- Champion House televisieserie - Reg Hapsley (Afl. onbekend, 1967-1968)
- Blackmail televisieserie - Rol onbekend (Afl., The Haunting of Aubrey Hopkiss, 1966)
- Adam Adamant Lives! televisieserie - Mr. Percy (Afl., The Terribly Happy Embalmers, 1966)
- Dead Man's Chest (1965) - Groves
- Z Cars televisieserie - Josh Oldroyd (Afl., Checkmate, 1965)
- Z Cars televisieserie - Mr. Jevons (Afl., Further Enquiries, 1962)
- Barnaby Rudge televisieserie - John Willet (Episode 1.1, 1960)
- Television Playhouse televisieserie - Mason (Afl., The New Man, 1960)
- Death of a Ghost televisieserie - Chief Supt. Oates (6 afl., 1960)
- The Challenge (1960) - Landlord
- The Night We Dropped a Clanger (1959) - Adm. Bewdly
- The Green Man (1956) - Landlord

- Library of Congress Control Number: no99051192
- MusicBrainz: 8caac7b3-f06a-4375-82f1-57d3f3af8737
- Virtual International Authority File: 16859838
- WorldCat: E39PBJtCxDcgFvkQtR87MTttKd